# Pramoedya Ananta Toer

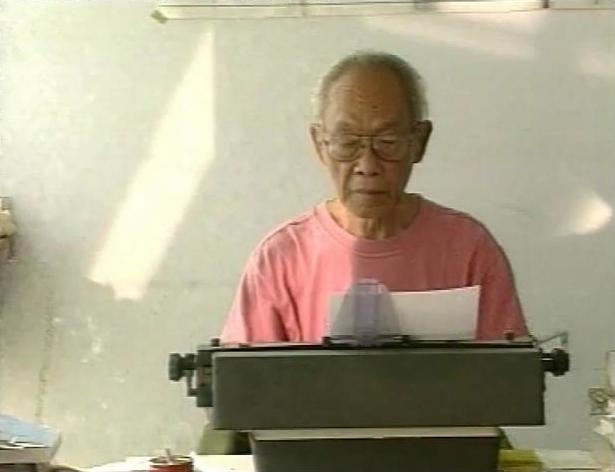
Pramoedya Ananta Toer in den 1990er Jahren

Pramoedya Ananta Toer (* 6. Februar 1925 in Blora, Zentraljava; † 30. April 2006 in Jakarta) war ein indonesischer Schriftsteller. Er gilt als bedeutendster indonesischer Autor des 20. Jahrhunderts. Seine Werke wurden in 37 Sprachen übersetzt und er wurde mehrmals für den Literaturnobelpreis nominiert.
Während der japanischen Besatzung Indonesiens im Zweiten Weltkrieg kämpfte „Pram“, wie er in Indonesien meist genannt wird, in der paramilitärischen Organisation Pemuda (Jugend).
Von 1947 bis 1949 sperrten ihn die holländischen Besatzer wegen „antikolonialem Denken“ ein. Nach einem Aufenthalt in Holland arbeitete er als Schriftsteller und Herausgeber in Jakarta. Wegen seiner Nähe zu kommunistischen Organisationen wurde er nach dem Putsch des späteren Diktators Soeharto ohne Gerichtsverfahren eingesperrt und verbrachte die Jahre von 1965 bis 1979 in verschiedenen Gefängnissen, zunächst auf Nusa Kambangan und dann vor allem auf der Gefängnisinsel Buru. Hier schrieb er sein berühmtestes Werk, die Buru-Tetralogie. Von seiner Zeit auf Buru erzählt das stark autobiographische Werk Stilles Lied eines Stummen. Nach Intervention der Carter-Regierung kam er 1979 frei, konnte aber Jakarta bis zum Sturz Soehartos 1998 nicht verlassen. Erst seit 1999 erscheinen seine Werke wieder in Indonesien.
Am 28. April 2006 wurde Toer mit Herzbeschwerden und Problemen mit seiner Diabetes-Erkrankung auf die Intensivstation des St. Carolus Krankenhauses in Jakarta eingeliefert. Nach seiner Entlassung verschlechterte sich sein Gesundheitszustand und am 30. April 2006 verstarb Pramoedya Ananta Toer im Haus seiner Tochter.

## Werke (Auswahl)
- Kranji-Bekasi Jatuh. 1947

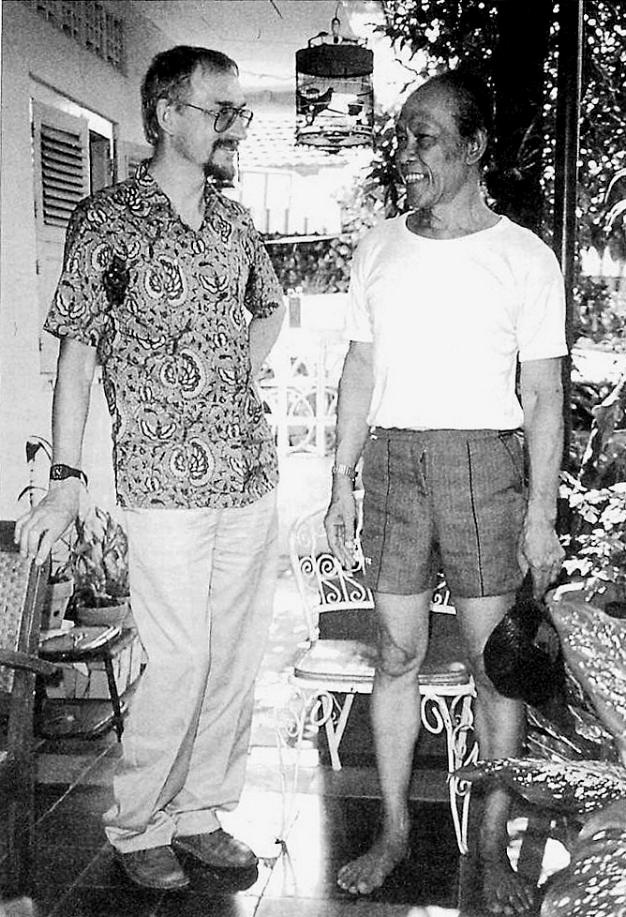
Pramoedya Ananta Toer (rechts), auf der Terrasse seines Hauses im Gespräch mit Rüdiger Siebert, Leiter der Indonesien-Redaktion der Deutschen Welle in Köln (1997)

- Perburuan. 1950, deutsch von Doris Jedamski und Thomas Rieger: Spiel mit dem Leben. Rowohlt Taschenbuch, Reinbek bei Hamburg 1990, ISBN 3-499-12828-4
- Keluarga Gerilya. 1950, deutsch von Diethelm Hofstra: Die Familie der Partisanen. Horlemann, Bad Honnef 1997, ISBN 3-89502-056-7
- Bukan Pasar Malam. 1951, deutsch: Mensch für Mensch. Horlemann, Bad Horlemann 1993, ISBN 3-927905-78-X
- Cerita dari Blora. („Geschichten aus Blora“) 1952, deutsch: Das ungewollte Leben. (Acht Kurzgeschichten) Verlag Volk und Welt, Berlin 1966, Neuauflage: EXpress Edition, Berlin 1987, ISBN 3-88548-403-X
- Gulat di Jakarta. 1953
- Korupsi. („Korruption“) 1954
- Midah – Si Manis Bergigi Emas. 1954
- Cerita Calon Arang. 1957
- Hoakiau di Indonesia. 1960
- Panggil Aku Kartini Saja I & II. 1962
- Gadis Pantai. 1982, deutsch: Die Braut des Bendoro. Bastei, Bergisch Gladbach 1996, ISBN 3-404-12587-8
- Buru-Tetralogie:
  - Bumi Manusia. 1980, deutsch: Garten der Menschheit. 1984
  - Anak Semua Bangsa. 1980, deutsch von Brigitte Schneebeli; mit einem Nachwort von Rüdiger Siebert: Kind aller Völker. Union, Zürich 1994, ISBN 3-293-20047-8; als Unionverlag-Taschenbuch 706, 2015, ISBN 978-3-293-20706-6
  - Jejak Langkah. 1985, deutsch von Giok Hiang-Gornik: Spur der Schritte. Horlemann, Unkel / Bad Honnef 1998, ISBN 3-89502-082-6; als Unionsverlag-Taschenbuch 242, Unionverlag, Zürich 2002, ISBN 3-293-20242-X.
  - Rumah Kaca. 1988, deutsch von Giok Hiang Gornik: Haus aus Glas. Horlemann, Bad Honnef 2003, ISBN 3-89502-168-7.
- Arus Balik. 1995
- Nyanyi Suni Seorang Bisu, catatan catatan dari P. Buru. 1995, deutsch von Diethelm Hofstra: Stilles Lied eines Stummen. Aufzeichnungen aus Buru. Horlemann, Bad Honnef 2000, ISBN 3-89502-115-6.

- Arok Dedes. 1999
- Mangir. 1999
- Larasati. 2000
- Jalan Praya Pos, Jalan Daendels. 2005